# Joseph Molitor (Politiker)
Franz Joseph Molitor (* 1762; † nach 1835) war ein deutscher Rechtsanwalt und Notar in Langenberg, dann ab 1808 Regierungsadvokat in Düsseldorf. Von 1822 bis 1824 war er Oberbürgermeister von Düsseldorf.
Molitor wurde im Juli 1822 zum Oberbürgermeister der damals zu Preußen gehörenden Stadt Düsseldorf ernannt. Er folgte damit Lambert Josten, der das Amt zuvor zwei Jahre innehatte.
Molitor verblieb ebenfalls zwei Jahre auf diesem Posten, bevor ihm im März 1824 Leopold Custodis folgte. 1835 wurde er zum Justizrat ernannt.